# Euphorbia obesa
Euphorbia obesa es una especie fanerógama perteneciente a la familia de las euforbiáceas. Es endémica de Sudáfrica en la Provincia del Cabo.

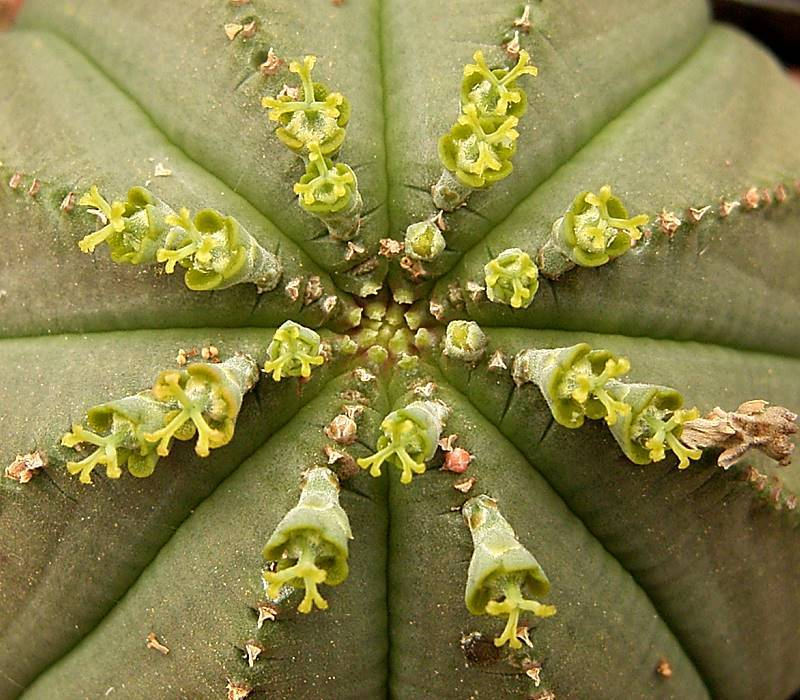
Detalle de los ciatos

## Descripción
Euphorbia obesa parece un balón perfecto, es extremadamente decorativa. Su diámetro es de 6 cm para los jóvenes, pero puede llegar a 15 cm para los de más edad. Su forma es esférica para los jóvenes y  cilíndrica para los antiguos. Contiene un depósito de agua para los períodos de sequía.
Casi siempre muestra 8 costillas adornada con pequeñas y profundas gibosidades regularmente plantados en los bordes.  Es de color verde horizontal con rayas más claras o más oscuras.  En la naturaleza, y con la exposición a la luz directa del sol, muestra áreas de  rojo y  púrpura.
Las pequeñas flores son insignificantes en el ápice. De hecho, como todos los Euphorbias, las flores se llaman ciatios.
Al igual que en muchas Euphorbias, la savia de látex es tóxico.
Viven en condiciones similares en dos continentes distintos, Euphorbia obesa presenta una forma de convergencia con Astrophytum asterias, que es un cactus de México.

## Hábitat
La planta es dioica, lo que significa que tiene sólo flores de sexo masculino o femenino en cada pie.
La variedad silvestre está en peligro de extinción, debido al exceso de su recolección y a la caza furtiva, por su lento crecimiento, y el hecho de que la vaina contenga sólo de 2 a 3 semillas.  Sin embargo, es ampliamente cultivada en jardines botánicos.

## Cultivo
Euphorbia obesa tiene necesidades altas de luz y tierra arenosa. Aprecia el riego abundante en verano, pero debe mantenerse completamente seca en invierno.  La temperatura no debe descender de 5 °C.
No produce renovales clonales, y sólo pueden ser reproducidos por la siembra.

## Taxonomía
Euphorbia obesa fue descrita por Joseph Dalton Hooker y publicado en Botanical Magazine 128: t.7888. 1903.
Etimología
Euphorbia: nombre genérico que deriva del médico griego del rey Juba II de Mauritania (52 a 50 a. C. - 23), Euphorbus, en su honor – o en alusión a su gran vientre –  ya que usaba médicamente Euphorbia resinifera. En 1753 Carlos Linneo asignó el nombre a todo el género.
obesa: epíteto latino que significa "grueso"
Variedades
- Euphorbia obesa obesa
- Euphorbia obesa symmetrica A.C.White 1998